# Elaphoglossum diminutum
Elaphoglossum diminutum är en träjonväxtart som beskrevs av John T. Mickel. Elaphoglossum diminutum ingår i släktet Elaphoglossum och familjen Dryopteridaceae. Inga underarter finns listade.